# Čechy pod Kosířem
Čechy pod Kosířem é uma comuna checa localizada na região de Olomouc, distrito de Prostějov.